# 成輔端
成輔端（8世纪？—803年），唐朝貞元中優人。
京兆尹李實苛暴成性。貞元十九年（803年），成輔端編順口溜諷刺李實，曰：「秦地城池二百年，何期如此賤田園？一頃麥苗五碩米，三間堂屋二個錢。」有數十篇，李實以「誹謗國政」罪名，上奏皇帝李适，被亂棒打死。言者以為“瞽誦箴諫，取其詼諧以託諷諫，優伶舊事也。設謗木，採芻蕘，本欲達下情，存諷議，輔端不可加罪。”皇帝聞之亦悔。《全唐詩》錄其詩一首。